# Otto Fikentscher
Otto Hermann Fikentscher (* 6. Juli 1862 in Zwickau; † 26. Februar 1945 in Baden-Baden) war ein deutscher Maler, Radierer, Lithograf und Bildhauer. Er kann leicht mit dem fast namensgleichen Maler Otto Clemens Fikentscher verwechselt werden, eine Verwandtschaft ist nicht bekannt.

Otto Fikentscher

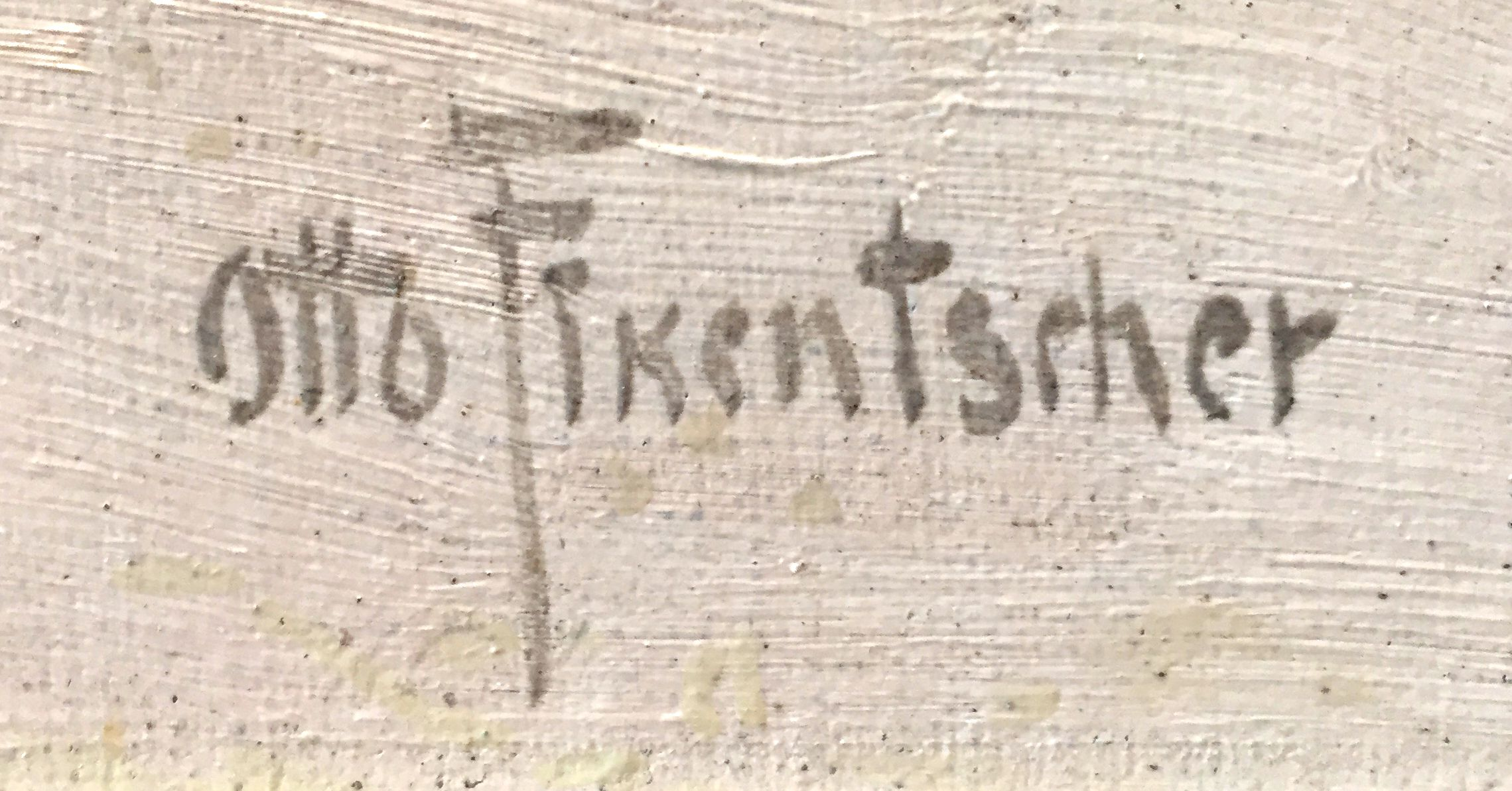
Signatur Otto Fikenscher

## Leben

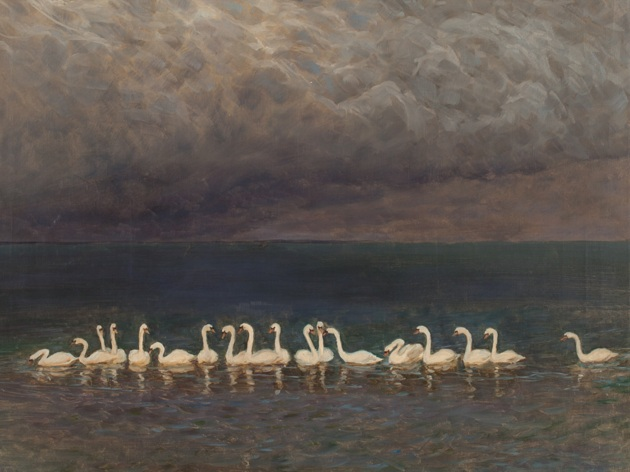
Schwanensee (1900)

Der Sohn des Chemiefabrikanten Friedrich Christian Fikentscher und dessen zweiter Ehefrau Rosalie, geb. Mensing (1826–1895), besuchte das Zwickauer Gymnasium. Nach einer Bildhauerlehre studierte Fikentscher ab 1880 an der Kunstgewerbeschule in Dresden und ab 1884 an der Akademie München. 1888 folgte er seinem Lehrer Hermann Baisch an die Großherzoglich Badische Kunstschule Karlsruhe. 1891 kauft er die Augustenburg in Grötzingen, richtete dort im ersten Stockwerk seine Wohnung ein und gab der Grötzinger Malerkolonie einen Aufenthaltsort. Im selben Jahr heiratete er die Malerin Jenny Nottebohm. Ihre Tochter Dorothee Fischer (1894–1981) komponierte Lieder.
Er unternahm Reisen nach Ungarn, Rumänien (Siebenbürgen) und Nordamerika. Zwei Aufenthalte an der Ostseeküste auf Hiddensee sind für 1888 und 1896 belegt.

## Werk
Fikentschers wichtigstes Thema war die Darstellung von Tieren, häufig in ihrer landschaftlichen Umgebung, teils als Ölgemälde, teils als Aquarelle, vielfach aber auch als Lithografien oder als Radierungen.

## Werke/Ausstellungen
Otto Fikentscher war mehrfach mit seinen Werken vertreten auf den Großen Berliner Kunstausstellungen, der Internationalen Kunstausstellung in Düsseldorf 1904, im Münchener Glaspalast sowie auf der Künstlerbundausstellung in Karlsruhe 1906.
- Büffelherde, Herbstabend (Hirsche), Frühlingsabend (Rehe), Bussard mit Schlange, Strandreiher, Kühe am Wasser, Verendeter Sechzehnender, Mondnacht, Büffelsiesta.

## Ehrungen
- 1959 wurde die Fikentscherstraße in Grötzingen, heute östlichster Stadtteil von Karlsruhe, nach ihm benannt.[6]

- Zwischen Grötzingen und Jöhlingen gibt es einen Otto-Fikentscher-Weg sowie die Fikentscher Hütte.[7]